# Jaime Maciel
Jaime da Silva Maciel (Santo Estêvão, 1 de janeiro de 1913 — 1 de janeiro de 1986) foi um estivador, condutor de bonde, militar, sindicalista, político e advogado provisionado, brasileiro que foi o primeiro deputado estadual negro e comunista, filiado ao Partido Comunista Brasileiro (PCB), a ser eleito deputado estadual da Bahia.

## Biografia
Nascido em 1913 em Santo Estêvão do Jacuípe, pequeno município situado no interior do estado da Bahia, nas proximidades de Feira de Santana, ele não teve relacionamento com o seu pai, tendo permanecido com paternidade ignorada no registro público, sendo cuidado apenas por sua mãe, a Dona Emérita da Silva Maciel. Ele viveu em Santo Estêvão até os 15 anos de idade, onde exerceu trabalhou como lavrador e aprendiz de marceneiro.
Em razão de sua origem humilde, tendo vivenciado a condição miserável das populações rurais pobres do agreste baiano, ele não teve acesso à educação formal, tendo se alfabetizado de forma autodidata, enquanto trabalhava, já morando em Salvador, onde exerceu diversos trabalhos, tais como o de condutor de bondes na Companhia Linha Circular, guarda civil, soldado do exército e de estivador no porto de Salvador.
Em 1932, ele se torna simpatizante ao Partido Comunista brasileiro (PCB), partido político que viria a aderir pouco tempo depois. Será nesta condição que ele irá se envolver com a militância em sindicatos, vindo a se tornar líder sindical exercendo a função de presidente do "Sindicato da Estiva".
Jaime Maciel foi, junto com Carlos Marighella e Giocondo Dias, um dos militantes que participou ativamente na reorganização do PCB, o chamado "Grupo Baiano", e do movimento patriótico de apoio à Força Expedicionária Brasileira (FEB).
Em meados da década de 1940, Jaime foi eleito para compor o Comitê Estadual do PCB na Bahia, onde exerceu a função de Secretário Sindical. Com o fim do estado novo varguista, em 1946, ele se tornou o segundo candidato mais votado do PCB, ficando atrás de Giocondo Dias, porém, à frente do jornalista Mário Alves, do político ilheense Eusínio Lavigne e do ferroviário José Ferreira de Souza Filho, respectivamente terceiro, quarto e quinto colocados. Deste modo, elege-se deputado estadual à Assembleia Constituinte baiana, vindo a compor a primeira legislatura da AL-BA após aquela redemocratização.
Autodidata e exímio orador, em 1947, o Tribunal de Justiça da Bahia o reconheceu como advogado provisionado, o que o habilitou para exercer a advocacia no Judiciário baiano.
Na AL-BA, o seu mandato parlamentar foi bastante ativo, tendo exercido, logo no seu primeiro ano, as funções de 4º secretário da Mesa Diretora, de membro da Comissão para Elaboração do Regimento Interno, e, também, de membro titular da Comissão de Administração Municipal, da Comissão de Finanças, Orçamento e Contas e da Comissão de Viação e Obras Públicas.
Com a cassação do registro do PCB e a perda de seu mandato parlamentar na AL-BA, ele rompeu politicamente com o PCB, em outubro de 1948, e se filiou ao direitista Partido Trabalhista Nacional (PTN). Por este novo partido, ele concorreu para vereador da Câmara Municipal de Salvador durante as eleições municipais que resultaram em sua eleição para o cargo de vereador de Salvador, quando exerceu o mandato parlamentar de 1949 a 1951.
Durante a segunda metade da década de 1950, após não ser reeleito como vereador, ele participou da política sindical no Sindicato da Estiva desempenhando o papel de oposição aos dirigentes comunistas do Sindicato, enfrentando-os em eleições sindicais e perdendo-as, até o golpe civil-militar de 1964.
Depois destes episódios, Jaime Maciel irá ocupar cargos públicos no DNOCS até que veio a falecer em 1986, tendo deixado 4 filhos.